# Podloubí

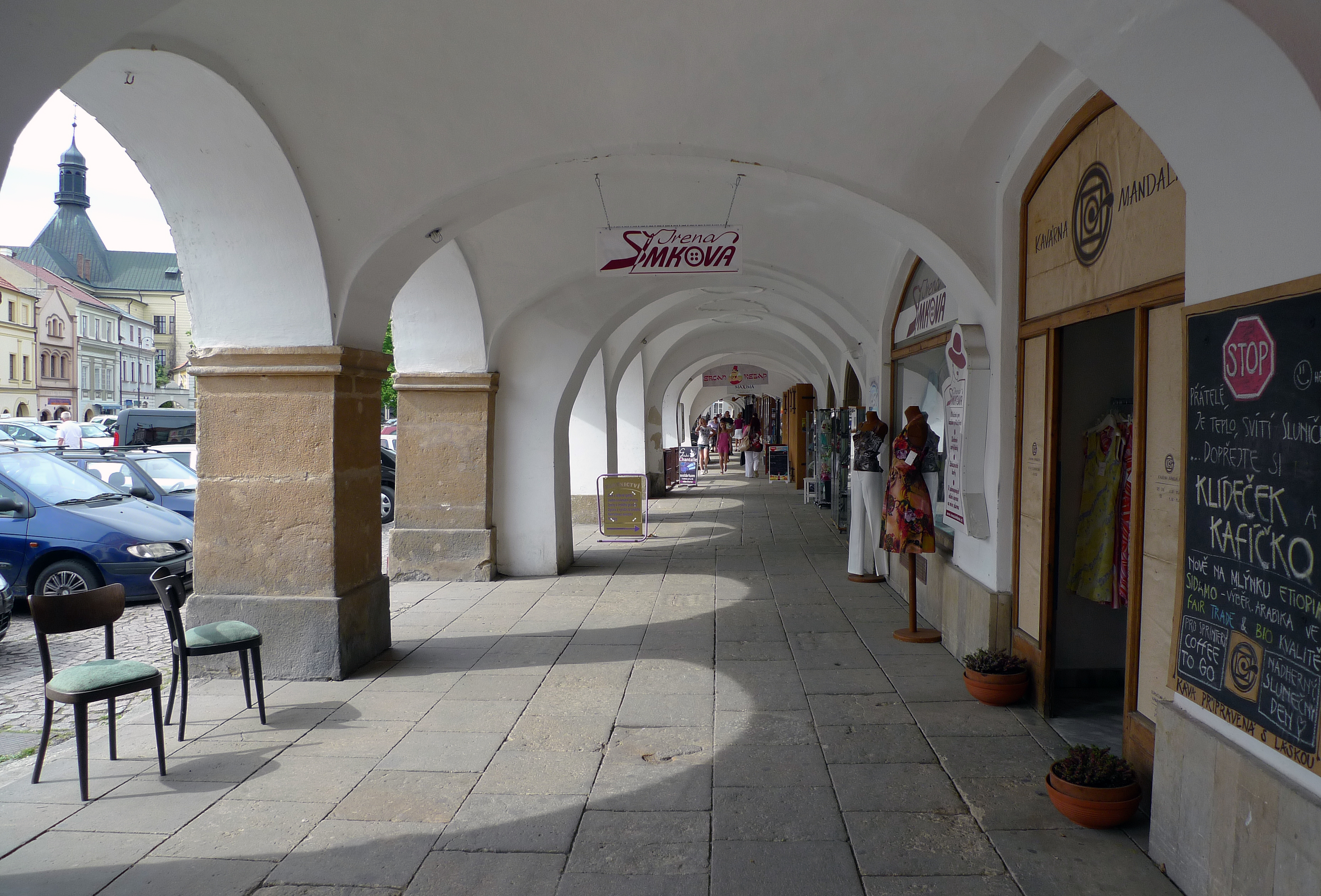
Podloubí v Litomyšli

Podloubí je podsíň v přední části přízemí domu, otevřená do ulice nebo náměstí; je klenuté nebo s plochým stropem. Přízemní sloupy nebo pilíře navazují na meziokenní pilíře ve vyšších patrech.  Jednotlivá podloubí na sebe funkčně navazují a vzniká tak dlouhý krytý prostor pro pěší či trhovce. Ve středověku budovaná podloubí byla zvláště využívaná chodci, aby na ně nepršelo. Též při pravidelných trzích zde prodejci nabízeli své zboží. V současné době najdeme podloubí zachována např. v historickém jádru Svitav, Českých Budějovic, Pelhřimova, Telče, Litomyšle, Nového Jičína, Příbora, Domažlic, Jičína, Trutnova, Kroměříže, Hradce Králové, Žatce nebo Trhových Svin. Ojediněle{{{vysvětlit}}} v Praze, Úštěku, Litoměřicích, Prachaticích, Písku, Krnově, Liberci a jinde.
Využití podloubí bývá někdy předmětem sporu mezi vlastníkem domu (který je zároveň vlastníkem pozemku pod podloubím) a městem, kterému zde vede chodník.